# Goldenes Kegelspiel
Die Sage vom goldenen Kegelspiel ist eine Schatzsage, die im deutschen und französischen Sprachraum weit verbreitet ist. Sie weist auf einen Ort, an dem ein Schatz in Gestalt eines Kegelries (Gesamtheit der Kegel) liegen soll. Jedoch wurde bis heute noch kein Schatz dieser Art gefunden.

## Ein- und Abgrenzung des Sagentyps
Das Sage vom goldenen Kegelspiel ist der Hauptvertreter einer Gruppe von Sagen, die von Schätzen handelt, die mit dem Kegeln verbunden sind, nämlich Kegelries, Kegel, Kugel oder Kegelbahn aus Gold und/oder Silber. Diese Gruppe wird manchmal auch unter dem Begriff Schatzkegelspiel zusammengefasst.
Die Sage unterscheidet sich von anderen Schatzsagen lediglich durch Motive, die unmittelbar mit dem Spielgerät oder dem Kegeln zusammenhängen, wie das Kegelschatz-Motiv und das Geisterkegeln-Motiv. Häufige Motive, die mit der Schatzkegelspielsage verbunden sind, wie der frevelnde Ritter, die frevelnden Knappen, der Lohn des Sagenhelden, der Bergsegen oder die zu erlösende Jungfrau, sind typische Schatzsagenmotive.
In vielen Schatzkegelspielsagen wird gekegelt, aber nicht in der Mehrzahl. Dennoch wird in der Volkskunde die Schatzkegelspielsage meist als Unterfall der Sagen vom Kegeln gesehen, obwohl die Schatzkegelspielsage wohl älter als das heutige Kegeln ist (siehe unten).
Nur im Kern ähneln sich fast alle Schatzkegelspielsagen. In den Erzählungen liegt das Kegelspiel meist unterirdisch verborgen, fast immer in einem Hügel oder Berg. Dazu zählen auch die vielen Kegelspiele, die unter einer Burg liegen, da diese sich selbst auf einem Berg befinden. Oft liegt das Ries im Wasser (Brunnen, Quelle, See). Meist gilt es als unhebbar, wenn dann kann es in der Regel nur von Heiden gehoben werden.
Das Kegeln hat Geschwisterspiele in Europa, die einen vergleichbaren Stellenwert in den jeweiligen Völkern haben, aber nur mit Kugeln gespielt werden. Das Boule in Frankreich und das Boccia in Italien. Von beiden Spielen gibt es auch Schatzsagen, zum Beispiel das boule en or (goldenes Boule) oder das boccia d'oro (goldenes Boccia). Zusammenhänge wurden bislang offenbar nicht untersucht.

## Verbreitungsgebiet
Die Sage vom Schatzkegelspiel tritt im gesamten deutschsprachigem Raum auf, außer im nördlichen Drittel Deutschlands, dem Tiefland. Am Häufigsten wird die Sage in den Alpen und in Baden-Württemberg erzählt, insbesondere im Bodensee-Raum und in Südtirol. Eine Häufung gibt es noch im Zittauer Gebirge (Sachsen und Tschechien).
In Frankreich heißt die Sage jeu de quilles en or (goldenes Kegelspiel) und ist über das ganze Land verstreut. Sie kommt dort auch in Flachlandgebieten vor. Möglicherweise ist das Verbreitungsgebiet noch größer, da es zum Beispiel auch in Nordspanien eine Sage von einer goldenen Kegelbahn gibt.

## Hintergründe

### Kegeln als Bild für das Gewitter
Im Volksglauben ist das Spiel mit den Kegeln allgemein ein Bild für das Gewitter. Im Spiel rollt die Kugel auf der Bahn und es krachen die stürzenden Kegel. Im Gewitter rollt der Donner und es kracht der Blitz. Gibt es am Himmel ein Gewitter, so kegeln überirdische Personen.
In der Schweiz beispielsweise erklärte man sich im Volk den Donnerlärm zumeist durch das Kegeln. Seltener durch das vergleichbare Bocciaspiel (Tessin), Käserollen (Wallis, Innerschweiz), Ziegenkehren (Freiburg), Fässer- oder Wagenrollen. Als Verursacher des Lärms galt meist Gott, aber auch Petrus – in katholischen Gegenden zuweilen die Engel, in seltenen Fällen die Apostel. Nur vereinzelt traten Riesen, Hexen oder Teufel als Verantwortliche des Gewitterlärms auf, im italienischen Tessin auch la vecchia (die Alte). Dahinter vermutet man entweder ursprüngliche Glaubensvorstellungen oder eine Scherzfiktion.

### Gewitter, Kegeln und die Schatzkegelspielsage
Auch in der Sage vom goldenen Kegelspiel wird viel gekegelt. Die Beziehung zum Gewitter wird noch dazu in manchen Erzählungen durch das Leuchten des Goldenen Kegelspiels (Blitz) und durch Krachen oder großen Lärm (Donner) offenbar. Einzelne Erzählungen stellen sogar eine unmittelbare Verbindung zum Gewitter her. Da das Schatzkegelspiel in den meisten Fällen in einem Hügel oder Berg und oft im Wasser vermutet wird, offenbart sich eine urtümliche Beziehung zwischen Gewitter und Berg. Das Gewitter besteht nicht nur aus dem Leuchten des Blitzes und dem Krachen und Rollen des Donners, sondern auch aus den Wassermassen, die im Regenschauer vom Himmel stürzen. Das Kegelspiel im Wasser des Berges ist somit ein Bild für den Berg, in dem die Kraft wohnt, die das Gewitter erzeugt. Sofern aber in der Sage gekegelt wird, schieben nicht Gott oder christliche Heilige, sondern Rittergeister, Knappen, Zwerge oder Riesen die Kegel.

### Der Schatzsagencharakter
Bis heute ist nicht erklärt, warum die Sage vom Kegelspiel zur Schatzsage wurde und warum dieses Motiv so häufig auftritt. Das Kegeln in seiner heutigen Form (mit seiner Gewittergeräuschkulisse) entsprang erst dem späten Mittelalter. Vor dem 12. Jahrhundert ist es nicht belegt. Erst im 13. und 14. Jahrhundert wurde es zu einem echten Volksspiel. Erst zu jener Zeit kann das Kegeln seinen herausragenden Platz im allgemeinen Volksbewusstsein eingenommen und sich auf den Volksglauben ausgewirkt haben, und damit auf seine Rolle in der Schatzsage. Schatzsagen beziehen sich jedoch im Allgemeinen auf Orte, die bereits vor dem Mittelalter ihre ursprüngliche Bedeutung verloren haben. Hinter der Sage vom goldenen Kegelspiel scheint somit ein unbekanntes älteres Schatzmotiv zu stehen, das ersetzt oder verdrängt wurde.

### Schatzkegelspiel und Kegelspielen in der Sage
In der Reihenfolge des Erscheinungsjahrs.
- Johann Wilhelm Wolf: Beiträge zur deutschen Mythologie. 2 Bd.e. Göttingen, Leipzig 1852. Bd. 2, S. 118–121. (Forschungsstand des 19. Jahrhunderts.)
- Ernst Ludwig Rochholz: Schweizersagen aus dem Aargau. 2 Bd.e. Aarau 1856. Bd. 1, S. 129–131. (Forschungsstand des 19. Jahrhunderts.)
- Heinrich Bertsch: Weltanschauung, Volkssage und Volksbrauch. Dortmund 1910, S. 216–223 (S. 221) „Kegelnde Riesen“. Online. (Deutungen zum Schatzkegelspiel unter Heranziehung eingeschränkten Quellenmaterials.)
- Handwörterbuch des deutschen Aberglaubens, Bd. 4. Berlin 1932, Stichwort: „Kegel, Kegelspiel“. (Ausführliche Darstellung der Bedeutung des Kegelns und der Kegelgegenstände in Sage und Aberglaube, die jedoch nicht auf die Besonderheit des Schatzmotivs in der Schatzkegelspielsage eingeht.)
- Matthias Zender: Die Sage als Spiegelbild von Volksart und Volksleben im westdeutschen Grenzland. Dissertation von 1938, Bonn 1940 (eingehend zum Thema Schatzsage, auf S. 69–71 aber nur flüchtig im Bezug auf die Schatzkegelspielsage.)
- Hugo Neugebauer: Tiroler Sagenmotive. In: Der Schlern – Zeitschrift für Heimat- und Volkskunde. Juni 1951, S. 250 f. Online. (Nicht sonderlich fundierte Deutung zur Schatzkegelspielsage, aber durchaus typisch in der Darstellungsweise.)
- Leander Petzoldt (Hrsg.): Deutsche Volkssagen. Beck Verlag, München 1970, ISBN 3406025420. (Repräsentative Sagenzusammenstellung zum Thema Schatzsage, jedoch ohne Schatzkegelspiel.)
- ASV = Paul Geiger & Richard Weiss (Begründer), Walter Escher, Elsbeth Liebl und Arnold Niederer: Atlas der schweizerischen Volkskunde / Atlas de Folklore suisse. 2. Teil, 7. Lieferung. Schweizerische Gesellschaft für Volkskunde, Basel 1971, S. 592–596. (Verschiedene Formen der volkstümlichen Gewitterbilder in der Schweiz und ihr Verbreitungsgebiet.)

### Geschichte des Kegelns
In der Reihenfolge des Erscheinungsjahrs.
- Wilhelm Pehle: Der Kegelsport. Leipzig u. a. 1907.
- Wilhelm Peßler: Handbuch der deutschen Volkskunde. 2 Bd.e. Potsdam 1941, S. 261–262.
- Gerd Weisberger: Zur Geschichte des Kegelspielens. In: DKB (Deutscher Keglerbund, Hrsg.): Festschrift 100 Jahre DKB. Berlin 1985, S. 65–90